# Moses Lake
Moses Lake – miasto w Stanach Zjednoczonych, w stanie Waszyngton, którego ludność wynosi 20,366 mieszkańców (wedle spisu z 2010 roku). Jest to największa miejscowość w hrabstwie Grant, podobnie jak położone wokoło miasta jezioro Moses jest największe pośród naturalnych zbiorników wodnych hrabstwa (pokrywa ponad 2600 ha).